# Notträsket (Överkalix socken, Norrbotten)
Notträsket är en sjö i Överkalix kommun i Norrbotten och ingår i Kalixälvens huvudavrinningsområde. Sjön har en area på 0,293 kvadratkilometer och ligger 92 meter över havet. Sjön avvattnas av vattendraget Lavasån.

## Delavrinningsområde
Notträsket ingår i det delavrinningsområde (737216-180570) som SMHI kallar för Mynnar i Bönälven. Medelhöjden är 103 meter över havet och ytan är 29,67 kvadratkilometer. Det finns ett avrinningsområde uppströms, och räknas det in blir den ackumulerade arean 38,4 kvadratkilometer. Lavasån som avvattnar avrinningsområdet har biflödesordning 5, vilket innebär att vattnet flödar genom totalt 5 vattendrag innan det når havet efter 111 kilometer. Avrinningsområdet består mestadels av skog (74 procent) och sankmarker (22 procent). Avrinningsområdet har 0,3 kvadratkilometer vattenytor vilket ger det en sjöprocent på 1 procent.